# Carlos Peña (cantante)
Carlos Enrique Peña Aldana (Ciudad de Guatemala, Guatemala; 9 de enero de 1988) es un cantante y compositor guatemalteco, ganador de la segunda temporada del Reality Show Latin American Idol transmitido por Sony Entertainment Television de Latinoamérica.
Ha lanzado al mercado dos producciones, Con una canción y Aquí estoy, este último en marzo de 2009. Basa su residencia en la ciudad de Guatemala; vivió en Los Ángeles, California en 2007 en donde estudió negocios internacionales y también aprendió a tocar varios instrumentos musicales con la maestra de canto Gina Giuseppe.
El 30 de agosto de 2010 realizó el lanzamiento de su nuevo material llamado «Despierta», el 15 de noviembre del mismo año hizo lo propio con la canción «Hasta el final» y el 2 de febrero de 2011 lo efectuó con «Quiero salir» que forman parte del disco El sexto sol con la banda alternativa Penya bajo el sello discográfico Mutual Sense Corporation.

## Biografía
Es la segunda ocasión que participa en Latin American Idol, Carlos Peña practicó el arte de cantar desde muy joven, compitió en las Olimpiadas Mundiales de las Artes en donde ganó el primer lugar como compositor e intérprete.
Antes de ser uno de los clasificados en el programa de televisión, estudiaba canto en el Instituto Angélica Rosa en su país natal, formó un dúo junto a Juan Fernando Herrera con quien acostumbraba tocar la guitarra y componer canciones de estilo romántico.
Fuera de su vida musical le gusta practicar deportes como el tenis y el fútbol, logrando ser seleccionado de la liga menor del Club Social y Deportivo Municipal en Guatemala, fue parte de la selección nacional de Foot Ball sub-21 y en Panamá fue el ganador del Campeonato Centroamericano de Tenis en la categoría dobles Sub-16 (información de acuerdo al portal de artista), además ha participado en varias campañas de ayuda a los niños con el Síndrome de Down; fue parte, antes de ser famoso, de la campaña "Guatemala en Paz". Ha contribuido con su talento en la Campaña Pro-Niño de Fundación Telefónica en América Central, para la cual se grabó una canción especial, incluido en el mensaje contra el trabajo infantil, como un video musical/mensaje testimonial.

## Vida personal
Tiene un hijo de nombre Christian, nacido en 2011.
En julio de 2016 contrajo matrimonio con la conductora de televisión Christa García. En diciembre de 2021 tuvieron a su hija llamada Victoria.

## Carrera artística
En su primera producción, lanzada en diciembre de 2007, se incluyeron algunas de sus interpretaciones en el programa de televisión, junto a otras de sus canciones favoritas, el mismo obtuvo el estatus de Triple Platino por su nivel de ventas en Centroamérica. Su segundo disco llamado Aquí estoy, contiene 10 temas de su autoría y del que se desprendió el sencillo «Desesperadamente» el cual se estrenó en radios el 15 de enero de 2009, el videoclip ha hecho lo propio en canales internacionales de programación musical (el mismo fue filmado en Guatemala en formato 35 milímetros); el sencillo fue presentado en la final de la tercera temporada de Latin American Idol, el Compacto fue lanzado en Estados Unidos de América y Latinoamérica ya se encuentra promocionando el sencillo "Desesperadamente" en dicho país. según declaraciones del cantante al Nuevo Herald de Miami. El segundo sencillo desprendido del compacto es "Te extraño", lanzado en mayo de 2009.
Los dos primeros trabajos discográficos bajo el sello Sony BMG Music Entertainment; el segundo compacto fue grabado y mezclado en el estudio Sonic Ranch, en Texas, EE. UU. y en Sony recording studio por ingeniero de audio Fabrizio Simoncioni, conocido por sus colaboraciones con artistas como Lenny Kravitz, Madonna, Metallica y Michael Jackson. En la producción contiene temas compuestos por Carlos Peña y su hermano Hugo Peña Jr. resalta la mezcla de géneros pop-rock, con influencias orgánicas latinas., el mismo salió al mercado en marzo de 2009 y se ha colocado como uno de los discos más vendidos en Centroamérica según el portal de Prensa Libre
El primer compacto de Carlos Peña, Con una canción de acuerdo a El Universal de Venezuela y el Tiempo de Colombia ha alcanzado el estatus de Platino en México (según Amprofon de México, quien da la Certificación de ventas discográficas, se otorga al lograr 80,000 copias vendidas - Revisión 2008), lo que lo convierte en el artista surgido de Latin American Idol de mayor éxito.
Durante el mes de octubre de 2007 participó en el proyecto televisivo "Viaje al Centro de La Música" grabado en Guatemala en el cual participaron otros cantantes de esta nación tales como Alux Nahual, Malacates Trébol Shop, entre otros, el programa fue producido para Wal Mart Centroamérica.
Del 14 de mayo al 18 de junio de 2008 por Sony Entertainment Television salió al aire el especial titulado "El Ídolo" el cual fue "un recorrido de sus primeras audiciones hasta su consagración" de acuerdo al sitio de Internet de Latin American Idol. El especial tuvo una duración de seis capítulos.
En el mes de noviembre de 2008 se efectuó el lanzamiento del libro ¿Qué onda con Carlos Peña? escrito por su tío Carlos Aldana Mendoza, siendo de corte biográfico; bajo Editorial Aquilar/Santillana, consta de 120 páginas.
Para el 20 de enero de 2009, día de la investidura de Barack Obama como Presidente de Estados Unidos de América, Carlos Peña se presentaría en el "Urban Inauguration Ball" de Washington, sería el único artista latino que participaría en este concierto, de acuerdo al portal de Latinamerican Idol y declaraciones de Peña a El Mañana de México y Urban Arts & Fashion lamentablemente el evento se canceló a última hora el mismo día del mismo, por la poca venta de boletos, no obstante eso el artista se presentó en el Red, White & Blue USO Ball en el Warner Theatre de acuerdo al portal de USA Today y USA9News
El 4 de febrero de 2009 participó en el "Grammy Career Day 2009 In Los Angeles" el cual es patrocinado por "Gibson Foundation" y "Grammy Foundation" y es parte de una serie de doce que se realiza en todos los Estados Unidos de América. El objetivo es reunir a personalidades de la industria de la música con estudiantes de "High School" para que estos últimos conozcan las interioridades de trabajar en dicha Industria de acuerdo a “Grammy Foundation" vía Reuters y su comunicado para el evento de Los Ángeles. También asistió a la 51 entrega de los premios en el "Staples Center"
Participó con su voz en la canción y video Orgulloso de ser chapín lanzado al aire el 14 de septiembre de 2010, junto a múltiples artistas guatemaltecos.
El 17 de diciembre de 2010 en Bucarest, Rumania interpretó en concierto a dúo con Anahí, el tema «Te puedo escuchar».
En julio de 2015 lanza el sencillo "Cicatrizó el dolor" a dueto con Napoleón Robleto. En febrero de 2016 nuevamente colaboran en la canción "Lo que sea pero contigo".
El 31 de mayo de 2019 lanzó su sencillo "Poco a poquito" en concepto Big Band.
El 29 de mayo de 2020 lanzó su sencillo "Bésame mucho" a dúo con la cantante mexicana Daniela Calvario, en formato Big Band.

### En Latin American Idol
Fue uno de los 12 seleccionados de 27 mil cantantes de todo el Continente que audicionaron para participar en el programa, y fue criticado desde los inicios por su peinado, sin embargo, no le hizo cambios mayores aduciendo que era su estilo. Fue el único participante quien nunca estuvo en riesgo de ser eliminado, ya que jamás se encontró entre los menos votados.
La noche del 20 de septiembre de 2007 clasificó entre los dos participantes para disputar la final del concurso junto a Ricardo Caballero Tostado de México, esa misma noche Rosangela Abreu de Puerto Rico fue eliminada según la votación de los televidentes.
El 27 de septiembre de 2007 Carlos Peña fue declarado ganador del Latin American Idol al recibir la mayor cantidad de votos por parte del público en la final de este "Reality Show", lo que le hizo acreedor a un contrato con la disquera Sony BMG para grabar su primer álbum, tal como sucedió con Mayré Martínez quien fue la ganadora de la primera temporada del programa; el mismo concluyó a finales de 2010.

### Interpretaciones en Latin American Idol
1. "Sería fácil" (Luis Fonsi) - Audición
2. "Tu reputación" (Ricardo Arjona) - Primer Workshop
3. "Usted se me llevó la vida" (Alexandre Pires) - Primer concierto
4. "Quiero dormir cansado" (Emmanuel) - Segundo concierto
5. "Detalles" (Roberto Carlos) - Tercer concierto
6. "Bésame" (Ricardo Montaner) - Cuarto concierto
7. "Fruta fresca" (Carlos Vives) - Quinto concierto
8. "La media vuelta" (José Alfredo Jiménez) - Sexto concierto
9. "Ella" (José Alfredo Jiménez) - Sexto concierto
10. "Contigo en la distancia" (Luis Miguel) - Séptimo concierto
11. "Si tú no estás" (Rosana) - Séptimo concierto
12. "Cuándo" (Ricardo Arjona) - Octavo concierto
13. "Corazón partío" (Alejandro Sanz) - Octavo concierto
14. "Con una canción" (Inédita) - Noveno concierto
15. "Usted se me llevó la vida"(Alexandre Pires) - Noveno concierto
16. "Cada palabra" (inédita) - Noveno concierto

## Discografía

### Álbumes
- Navidad es Navidad (2019)[33]
- Aquí estoy (2009)
- Con una canción (2007)

## Premios & reconocimientos
- Ganador del programa Latin American Idol en su segunda temporada en septiembre de 2007.
- El Gobierno de Guatemala durante el período del Presidente Óscar Berger le otorgó el título de "Embajador de la Paz" en acto celebrado en el Palacio Nacional de la Cultura, que anteriormente fue la sede de Gobierno.[34] El título fue una distinción en reconocimiento a los logros de Carlos Peña, quien se indicó es un modelo de inspiración a seguir por la juventud de Guatemala y Centroamérica.
- El Congreso de la República de Guatemala por medio del Acuerdo Legislativo 32-2007 le felicitó como reconocimiento a su talento artístico y orgullo de los guatemaltecos.[35]
- El Consejo Municipal de la Ciudad de Guatemala en sesión ordinaria celebrada miércoles veintiséis de septiembre de 2007, punto 7.º del Acta n.º 110, le otorgó la Orden “José Eulalio Samayoa” a Carlos Enrique Peña Aldana, por su destacada participación a nivel internacional como intérprete, logrando con su talento artístico unir a todos los guatemaltecos.[36]
- El Instituto Guatemalteco de Turismo (INGUAT) le otorgó en septiembre de 2007 el título de "Embajador de Guatemala ante el mundo".[37]
- El Instituto de Previsión del Artista Guatemalteco le otorgó en septiembre de 2007 el reconocimiento "Aplauso de Oro".[38]
- Disco triple platino por ventas de su primera producción discográfica Con una canción.
- Nominado, en primera fase, en cuatro categorías en los premios "Orgullosamente Latino" otorgados por el canal de televisión mexicano Ritmoson Latino para 2009, siendo estas: "Solista masculino del año", "Disco latino del año", "Video latino del año", "Canción latina del año" en las últimas tres con el tema "Con una canción" de su primer trabajo.[39]
- El 29 de septiembre de 2020 se anunció la nominación de Peña, junto a Ariel García, al Premios Grammy Latinos en la categoría de mejor arreglo para la canción "Bésame mucho".[40]